# Swear Your Love
Swear Your Love es una canción y un sencillo de Steve Lukather, el guitarrista de la banda de rock Toto.

## Canción
Es el primer sencillo de la carrera de Steve Lukather. Forma parte de su álbum Lukather, siendo la pista N.º 2. No tiene videoclip y no ha sido tocada en vivo.

## Lista de canciones
| Lado A |                      |                                            |                              |          |  |
| N.º    | Título               | Escritor(es)                               | Productor(es)                | Duración |  |
| 1.     | «Swear Your Love»    | Steve Lukather, Richard Marx               | Steve Lukather, Richard Marx | 4:00     |  |
| 2.     | «It Looks Like Rain» | Steve Lukather, Tom Kelly, Billy Steinberg | Steve Lukather               | 4:28     |  |
| 8:33   |                      |                                            |                              |          |  |

## Músicos
- Steve Lukather: Guitarras, voz, coros.
- Prairie Prince: Batería.
- Neil Stubenhaus: Bajo.
- C.J. Vanston: Teclados.
- Richard Marx: Coros.[1]